# Flik 26
La Fliegerkompanie 26 (abbreviata in Flik 26) era una delle squadriglie della Kaiserliche und Königliche Luftfahrtruppen.

## Storia

### Prima guerra mondiale
La squadriglia fu creata all'inizio del 1916 nello Strasshof an der Nordbahn in Austria. Dopo l'addestramento, il 3 maggio, fu diretta al fronte orientale, prima all'aeroporto vicino a Horodenka e poi a Zasztavna. Il 25 luglio 1917, l'intera forza aerea fu riorganizzata; in questo, la squadriglia ricevette compiti di ricognizione divisionale (chiamata Divisions-Kompanie 26, Flik 26D). Dopo il cessate il fuoco con la Russia (Trattato di Brest-Litovsk) fu inviata in Italia, dove era di stanza a San Giacomo di Veglia. Nell'estate del 1918, prese parte nella sesta armata alla Battaglia del solstizio. Nel settembre del 1918, durante la riorganizzazione, divenne Schutzflieger- und Schlachtflieger-Kompanie 26 o Flik 26S ed al 15 ottobre era a Cordenons con 5 Hansa-Brandenburg C.I.
Dopo la guerra, l'intera aviazione austriaca fu liquidata.